# С-16 «Герой Советского Союза Нурсеитов»
С-16— советская дизель-электрическая торпедная подводная лодка серии IX-бис-2, тип С — «Средняя» времён Второй мировой войны. С 24 апреля 1944 года кораблю было присвоено почётное наименование «Герой Советского Союза Нурсеитов», в честь Героя Советского Союза Джаппасбая Нурсеитова, отличавшегося при форсировании Днепра.

## История строительства
С-16 заложена 10 августа 1939 года на заводе № 112 в городе Горький под заводским номером 272. Спущена на воду 25 августа 1940 года.
Начало Великой Отечественной войны С-16 встретила на заводе № 112 в достройке, степень готовности оценивалась в 72 %. Осенью 1941 года лодку отбуксировали в затон близ города Камышин, где она пробыла всю зиму, после чего весной её вернули на завод и неспешно, ввиду перепрофилирования завода «Красное Сормово» на выпуск танков, достраивали до октября 1943 года. При постройке корабля был внесён ряд изменений, приближающий С-16 к серии IX-бис-2. Подводная лодка прошла приёмные испытания в Баку на сдаточной базе зимой 1943-44 года, вступила в строй Каспийской флотилии (дата подписания приёмного акта) 10 февраля 1944 года, несмотря на отсутствие целого ряда приборов и механизмов, включая 100-мм орудие.
В марте — мае 1944 года внутренними водными путями С-16 была переведена в Молотовск на завод № 402. При этом в апреле ей было присвоено почётное наименование в честь Героя Советского Союза Джаппасбая Нурсеитова, отличавшегося при форсировании Днепра. 8 июня, после завершения ремонта, вошла в состав Отдельного учебного дивизиона, 16 сентября 1944 года вошла в состав 2-го дивизиона Бригады подводных лодок Северного флота.

## История службы
За время Великой Отечественной войны С-16 успела совершить один боевой поход (7 — 21 ноября 1944 года), находилась в районе Берлевог-Гамвик, затем у мыса Нордкин. 10 ноября обнаружила идущий на запад конвой противника, однако выйти в атаку не смогла, не успев занять атакующую позицию.
До 29 декабря 1955 года С-16 продолжала службу в составе Северного флота, входя в состав 162-й бригады 33-й дивизии подводных лодок, после чего прослужила ещё около года как плавучая зарядовая станция под наименованиями ПЗС-28 и ЗАС-3.
12 марта 1958 года лодку исключили из списка плавсредств флота и списали на слом.

## Командиры
- 1942—1944: В. К. Векке;
- июнь 1944—1945: А. В. Лепёшкин;
- 1947—1949: Ю. В. Иванов;
- 1949—1953: Ю. А. Стратилатов;
- 1953—1956: Р. Д. Эрлих.